# Bitwa pod Las Carreras
Bitwa pod Las Carreras – starcie zbrojne, które miało miejsce w dniach 21–22 kwietnia 1849 r. w trakcie agresji Haitańczyków na Dominikanę.
Dnia 27 lutego 1844 r. Dominikana ogłosiła secesję od Haiti po 20 latach okupacji kraju. Dnia 6 marca 1849 r. armia haitańska licząca 18 000 ludzi dowodzona przez Faustina Soulouque przekroczyła granicę, kierując się na stolicę kraju Santo Domingo. Po drodze łupem Haitańczyków padły miasta San Juan de Maguana oraz Azua. Wycofujące się wojska dominikańskie pod wodzą Pedro Santany zajęły pozycje pod Las Carreras położonym między Azua a Santo Domingo. W dniach 21–22 kwietnia 1849 r. doszło tutaj do zażartej dwudniowej bitwy, w której oddziały dominikańskie po odparciu gwałtownych ataków przeciwnika, zadały mu klęskę sprawnie przeprowadzonym kontratakiem. Pobita armia haitańska zmuszona została do odwrotu i opuszczenia terytorium Dominikany.